# Michał Dembiński
Michał Tadeusz Dembiński (ur. ok. 1803 w Warszawie, zm. w 1873 r. w Brukseli) – polski działacz patriotyczny, wydawca jednego z pierwszych polskich czasopism turystyczno-krajoznawczych.

## Życiorys
Studiował na Uniwersytecie Warszawskim, z którego został wydalony za działalność w „Gospodzie Akademickiej” w latach 1820–1821. Wyjechał następnie do Krakowa, by rozwijać działalność patriotyczną wśród studentów, za co został aresztowany. Wróciwszy do Warszawy zaczął pracować w Komisji Rządowej Przychodów i Skarbu. W 1827 założył „Dziennik Podróży Lądowych i Morskich”, miesięcznik geograficzno-podróżniczy, którego ukazało się 12 numerów. Z początkiem roku 1828 zmienił on nazwę na „Kolumb. Pamiętnik opisom podróży lądowych i morskich, najnowszych odkryć geograficznych, wiadomościom statystycznym oraz z temi w styczności zostającym poświęcony” i został przekształcony w dwutygodnik. I to pismo przestało istnieć po roku (wydawszy 48 numerów); jego następcą była seria wydawnicza redagowana przez Dembińskiego, w której w 1830 ukazało się 8 tomików poświęconych różnym krajom.
Nawiązawszy kontakt ze stowarzyszeniem Piotra Wysockiego, Dembiński wstąpił do wojska, i po wybuchu powstania listopadowego był wiceprezesem Towarzystwa Patriotycznego. Gdy powstanie upadło, wyemigrował do Francji. Działał w Towarzystwie Demokratycznym Polskim. Na emigracji był jednym z redaktorów „Demokraty Polskiego”.